# Ян Хон Вон
Ян Хон Вон (кор. 양홍원, нар. 12 січня 1999, Сеул, Південна Корея), також відомий під своїм колишнім сценічним псевдонімом Young B (кор. 영비), — південнокорейський репер. Він був переможцем першого сезону High School Rapper. 17 серпня 2018 року він випустив свій перший мініальбом Sokonyun.

## Дискографія

### Студійні альбоми
| Назва                                  | Деталі альбому                                                                                        | Пікові позиції у чартах | Продажі                 |
| Назва                                  | Деталі альбому                                                                                        | KOR                     | Продажі                 |
| -------------------------------------- | --- | ----------------------- | ----------------------- |
| Stranger                               | - Реліз: 16 лютого 2019 - Лейбл: Indigo Music, Kakao Entertainment - Формат: CD, цифрове завантаження | 42                      | Н/Д                     |
| 3 Steps Forward, 2 Steps Back (오보에) | - Реліз: 19 червня 2021 - Лейбл: Indigo Music, Kakao Entertainment - Формат: CD, цифрове завантаження | 20                      | - Південна Корея: 4,301 |

### Мініальбоми
| Назва                                      | Деталі альбому                                                                                        | Пікові позиції у чартах | Продажі |
| Назва                                      | Деталі альбому                                                                                        | Gaon                    | Продажі |
| ------------------------------------------ | --- | ----------------------- | ------- |
| Sokonyun                                   | - Реліз: 23 лютого 2017 - Лейбл: Indigo Music, Kakao Entertainment - Формат: CD, цифрове завантаження | —                       | Н/Д     |
| Drugonline Gate with Unofficialboyy, Gamma | - Реліз: 13 серпня 2021 - Лейбл: D.O.G, YG Plus - Формат: CD, цифрове завантаження                    | —                       | Н/Д     |

### Пісні у чартах
| Назва                                                                    | Рік                    | Пікові позиції у чартах | Пікові позиції у чартах | Альбом                 |
| Назва                                                                    | Рік                    | KOR                     | KOR                     | Альбом                 |
| Назва                                                                    | Рік                    | Gaon Digital            | Billboard Hot           | Альбом                 |
| Як головний виконавець                                                   | Як головний виконавець | Як головний виконавець  | Як головний виконавець  | Як головний виконавець |
| ------------------------------------------------------------------------ | ---------------------- | ----------------------- | ----------------------- | ---------------------- |
| «Better Man» feat. Crucial Star                                          | 2017                   | 52                      | —                       | Сингли поза альбомом   |
| «In the Morning» (아침에) feat. Bryn                                     | 2017                   | 28                      | —                       | Сингли поза альбомом   |
| Колаборації                                                              |                        |                         |                         |                        |
| «Bunzi» (번지) з Giriboy, Xitsuh                                         | 2017                   | 28                      | —                       | Сингли поза альбомом   |
| «Yozm Gang» (요즘것들) feat. Zico, Dean з Hangzoo, Hash Swan, Killagramz | 2017                   | 5                       | —                       | Сингли поза альбомом   |
| «Search» feat. Car, the Garden з Hangzoo                                 | 2017                   | 11                      | —                       | Сингли поза альбомом   |
| «Indigo» with Justhis, Kid Milli, No:el                                  | 2018                   | 17                      | 20                      | IM                     |
| «Dding» (띵) prod. Giriboy Jvcki Wai, Osshun Gum, Han Yo-han             | 2019                   | 3                       | 4                       | Сингли поза альбомом   |
| «Bada» (바다) with Woodie Gochild, Choi LB, Big Naughty, Chillin Home    | 2019                   | 48                      | —                       | Сингли поза альбомом   |
| «The Truman Show» (트루먼 쇼) з YunB                                     | 2019                   | 60                      | —                       | Сингли поза альбомом   |
| «Sold Out» feat. Vinxen                                                  | 2019                   | 99                      | —                       | Сингли поза альбомом   |